# Toury-Lurcy
Pour les articles homonymes, voir Toury et Lurcy.
Toury-Lurcy est une commune française située dans le département de la Nièvre, en région Bourgogne-Franche-Comté.
Partagés au fil des siècles entre le Bourbonnais au sud et le Nivernais au nord, les villages de Lurcy-sur-Abron et de Toury marquaient la limite des deux provinces.

## Géographie

### Climat
Pour des articles plus généraux, voir Climat de la Bourgogne-Franche-Comté et Climat de la Nièvre.
En 2010, le climat de la commune est de type climat océanique dégradé des plaines du Centre et du Nord, selon une étude du Centre national de la recherche scientifique s'appuyant sur une série de données couvrant la période 1971-2000. En 2020, Météo-France publie une typologie des climats de la France métropolitaine dans laquelle la commune est exposée à un climat océanique altéré et est dans la région climatique  Centre et contreforts nord du Massif Central, caractérisée par un air sec en été et un bon ensoleillement. 
Pour la période 1971-2000, la température annuelle moyenne est de 11,1 °C, avec une amplitude thermique annuelle de 16,3 °C. Le cumul annuel moyen de précipitations est de 821 mm, avec 11,9 jours de précipitations en janvier et 7,5 jours en juillet. Pour la période 1991-2020, la température moyenne annuelle observée sur la station météorologique de Météo-France la plus proche, « Yzeure », sur la commune d'Yzeure à 20 km à vol d'oiseau, est de 11,9 °C et le cumul annuel moyen de précipitations est de 795,7 mm. 
La température maximale relevée sur cette station est de 43,2 °C, atteinte le 25 juillet 2019 ; la température minimale est de −21 °C, atteinte le 9 janvier 1985,,. 
Les paramètres climatiques de la commune ont été estimés pour le milieu du siècle (2041-2070) selon différents scénarios d'émission de gaz à effet de serre à partir des nouvelles projections climatiques de référence DRIAS-2020. Ils sont consultables sur un site dédié publié par Météo-France en novembre 2022.

## Urbanisme

### Typologie
Au 1er janvier 2024, Toury-Lurcy est catégorisée commune rurale à habitat dispersé, selon la nouvelle grille communale de densité à sept niveaux définie par l'Insee en 2022.
Elle est située hors unité urbaine. Par ailleurs la commune fait partie de l'aire d'attraction de Decize, dont elle est une commune de la couronne,. Cette aire, qui regroupe 13 communes, est catégorisée dans les aires de moins de 50 000 habitants,.

### Occupation des sols
L'occupation des sols de la commune, telle qu'elle ressort de la base de données européenne d’occupation biophysique des sols Corine Land Cover (CLC), est marquée par l'importance des territoires agricoles (74,7 % en 2018), une proportion sensiblement équivalente à celle de 1990 (74,4 %). La répartition détaillée en 2018 est la suivante : prairies (54 %), forêts (23,7 %), terres arables (13 %), zones agricoles hétérogènes (7,7 %), zones urbanisées (1,6 %). L'évolution de l’occupation des sols de la commune et de ses infrastructures peut être observée sur les différentes représentations cartographiques du territoire : la carte de Cassini (XVIIIe siècle), la carte d'état-major (1820-1866) et les cartes ou photos aériennes de l'IGN pour la période actuelle (1950 à aujourd'hui).

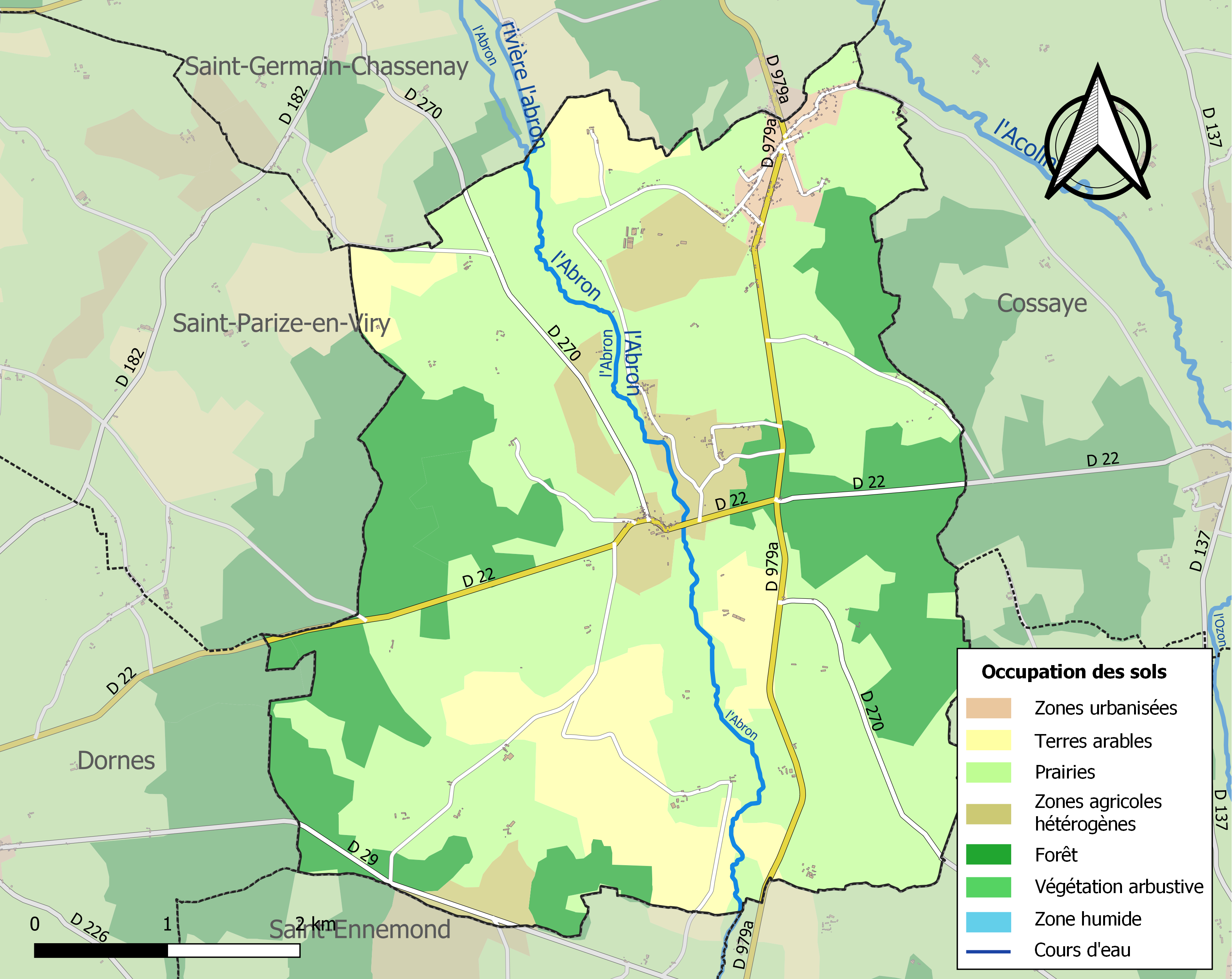
Carte des infrastructures et de l'occupation des sols de la commune en 2018 (CLC).

## Histoire
Dès le XIIe siècle, le village de Toury-Lurcy (ancien Thoriacum' ou Toriaco) était un des fiefs des comtes de Thoury (d'où son nom).
En 1161, l'évêque de Nevers, Bernard de Saint-Saulge, reconnaît par des lettres envoyées à l'abbé de l'abbaye de Saint-Martin d'Autun, que cette église de son diocèse est la propriété de l'abbaye. Confirmée, en 1164, par une bulle du pape Alexandre III, alors réfugié en France.
La commune fut créée en 1823 de la fusion de Toury et de Lurcy-sur-Abron.

### Seigneurs
- Famille Richard de Soultrait.

### Armorial

Famille Richard de Soultrait, seigneurs de Toury-sur-Abron[15].

## Politique et administration
| Période                                  | Période  | Identité             | Étiquette | Qualité                                                            |
| ---------------------------------------- | -------- | -------------------- | --------- | ------------------------------------------------------------------ |
| avant 1981                               | ?        | Monique de Soultrait |           | Vicomtesse Roger de Soultrait                                      |
| mars 2008                                | En cours | Guy Hourcabie        | DVG       | Conseiller général puis départemental retraité des Haras nationaux |
| Les données manquantes sont à compléter. |          |                      |           |                                                                    |

## Démographie
L'évolution du nombre d'habitants est connue à travers les recensements de la population effectués dans la commune depuis 1793. Pour les communes de moins de 10 000 habitants, une enquête de recensement portant sur toute la population est réalisée tous les cinq ans, les populations de référence des années intermédiaires étant quant à elles estimées par interpolation ou extrapolation. Pour la commune, le premier recensement exhaustif entrant dans le cadre du nouveau dispositif a été réalisé en 2005.

En 2022, la commune comptait 406 habitants, en évolution de −3,56 % par rapport à 2016 (Nièvre : −3,28 %, France hors Mayotte : +2,11 %).
| 1793 | 1800 | 1806 | 1821 | 1831 | 1836 | 1841 | 1846 | 1851 |
| ---- | ---- | ---- | ---- | ---- | ---- | ---- | ---- | ---- |
| 296  | 292  | 245  | 318  | 641  | 717  | 741  | 735  | 730  |

| 1856 | 1861 | 1866  | 1872 | 1876 | 1881 | 1886 | 1891 | 1896 |
| ---- | ---- | ----- | ---- | ---- | ---- | ---- | ---- | ---- |
| 875  | 909  | 1 002 | 905  | 954  | 980  | 917  | 894  | 871  |

| 1901 | 1906 | 1911 | 1921 | 1926 | 1931 | 1936 | 1946 | 1954 |
| ---- | ---- | ---- | ---- | ---- | ---- | ---- | ---- | ---- |
| 845  | 782  | 697  | 547  | 586  | 524  | 515  | 478  | 487  |

| 1962 | 1968 | 1975 | 1982 | 1990 | 1999 | 2005 | 2006 | 2010 |
| ---- | ---- | ---- | ---- | ---- | ---- | ---- | ---- | ---- |
| 480  | 451  | 406  | 389  | 442  | 427  | 420  | 410  | 431  |

| 2015 | 2020 | 2022 | - | - | - | - | - | - |
| ---- | ---- | ---- | - | - | - | - | - | - |
| 418  | 409  | 406  | - | - | - | - | - | - |

## Lieux et monuments

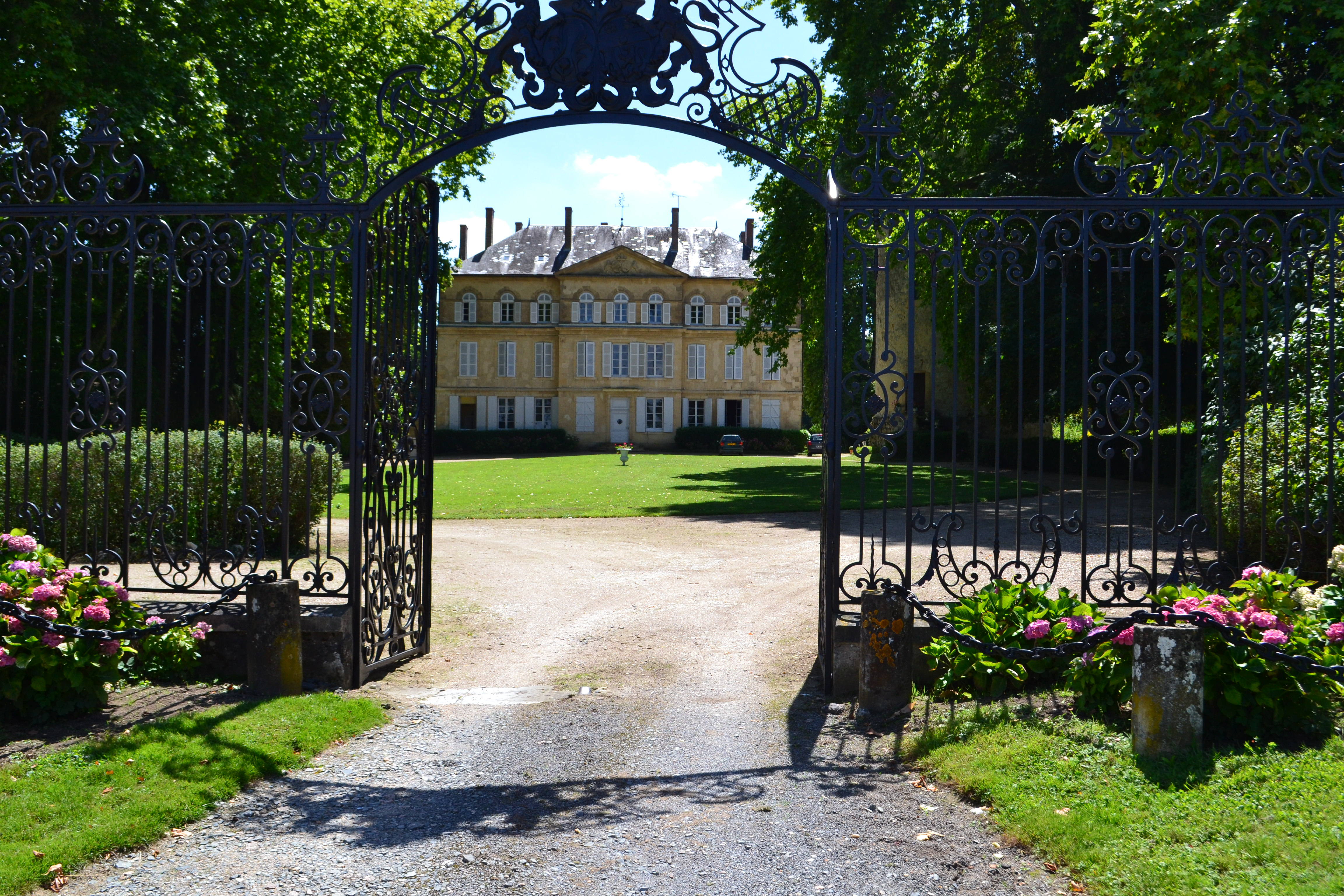
Château de Toury-Lurcy.

- Château de Toury-Lurcy reconstruit en 1776 à l'emplacement d'un site médiéval. Il est classé par arrêté du 4 octobre 2004 et inscrit par arrêté du 30 avril 2002 au titre des monuments historiques[20].

## Personnalités liées à la commune
- Jean Saulnier, chevalier, seigneur de Thoury-sur-Abron, conseiller et chambellan du roi, maître d'hôtel d'Isabeau, duchesse du Bourbonnais, et bailli de Saint-Pierre-le-Moûtier, décédé en 1389[21].
- Agnes de Tressolles, épouse de Jean Saulnier.
- Florimond-Augustin Daubois, curé de Toury de 1710 à 1742, laissa de nombreuses et précieuses annotations en marge de ses actes dans les registres paroissiaux.
- Georges de Soultrait, comte, historien régional, né et décédé à Toury (1822-1888)[22].